# James Allen McCune
James Allen McCune (Atlanta, 18 juni 1990) is een Amerikaanse acteur en filmproducent.

## Carrière
McCune begon op zijn vijftienjarige leeftijd met acteren in diverse toneelvoorstellingen op het schooltoneel tijdens zijn highschooltijd. Na zijn schooltijd begon hij in 2010 zijn acteur carrière in de rol van Roger in de musical Rent, en heeft hierna nog in diverse voorstellingen gespeeld.
McCune begon in 2011 met acteren voor televisie in de televisieserie Homeland, waarna hij nog meerdere rollen speelde in televisieseries en films.

## Filmografie

### Films
Uitgezonderd korte films.
- 2016 Blair Witch - als James Donahue
- 2013 Only in L.A. - als Jamie
- 2013 Anna Nicole - als Tommy Smith
- 2013 Congratulations! - als geslaagde / Edward
- 2013 Snitch - als Craig
- 2011 Hail Mary - als Thorton Tate

### televisieseries
Uitgezonderd eenmalige gastrollen.
- 2017-2019 Alternative Lifestyle - als zichzelf - 112 afl.
- 2011-2018 The Walking Dead - als Jimmy - 11 afl.
- 2018 Lifestyle Classic - als Jamie - 3 afl.
- 2014-2015 Shameless - als Matty Baker - 11 afl.

### Filmproducent
- 2018-2019 Alternative Lifestyle - televisieserie - 203 afl.
- 2018-2019 The Gus & Eddy Podcast - televisieserie - 5 afl.
- 2017 Dark West - korte films
- 2016 Don't Knock the Hustle - korte film
- 2016 This Is Me - korte film